# 德威特 (喬治亞州)
德威特（英語：DeWitt）是位於美國喬治亞州米切爾縣的一個非建制地區。該地的面積和人口皆未知。

## 地理
德威特的座標為31°25′12″N 84°08′24″W / 31.42000°N 84.14000°W，而該地的平均海拔高度為52米（即171英尺）。